# Diocese de Moray

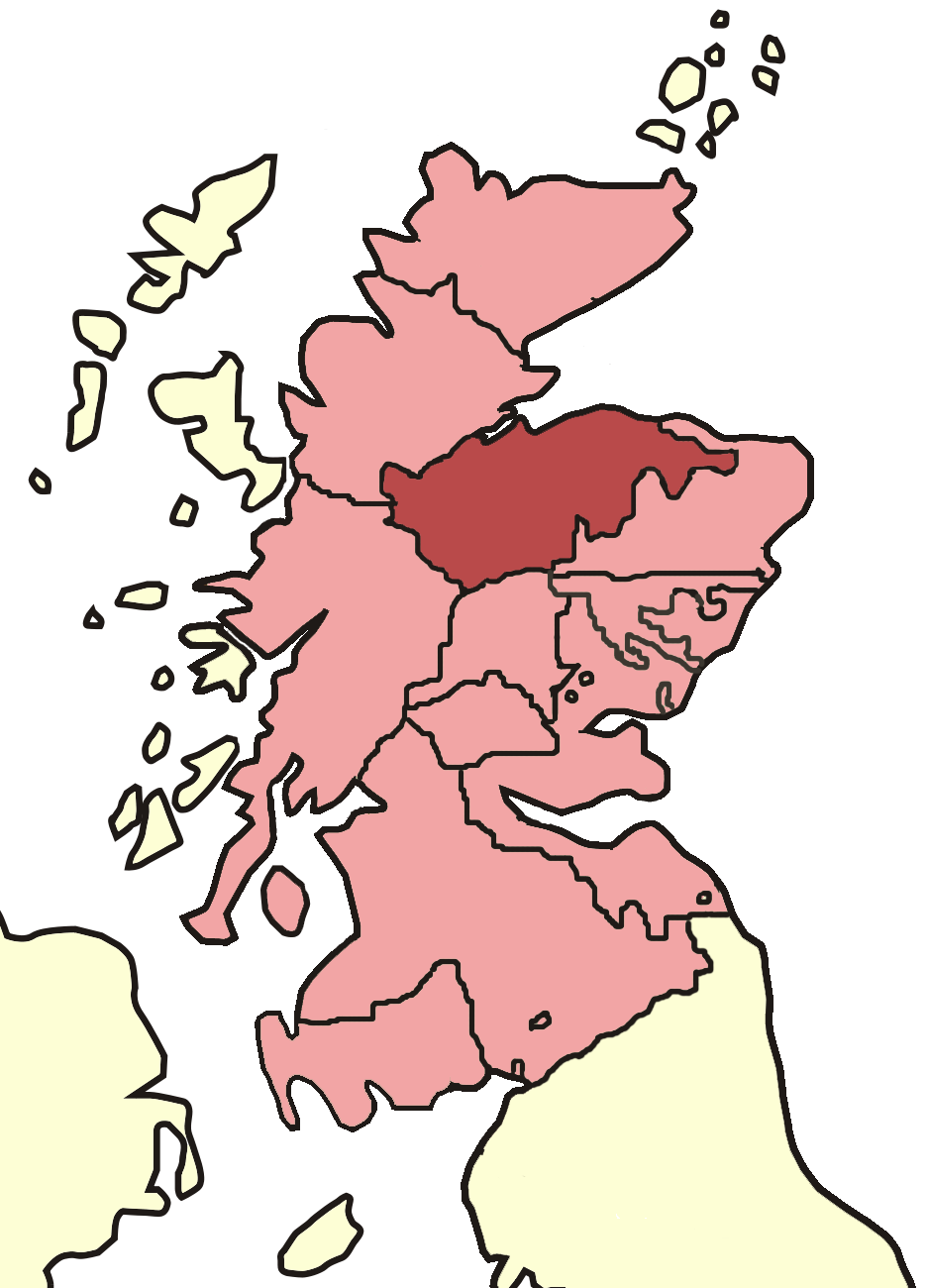
Localização da Diocese de Moray

A Diocese de Moray foi a mais importante diocese medieval na Escócia. Foi fundada em meados do século XXIII a pedido do Rei David I da Escócia, e seu primeiro bispo foi Gregório. A moradia dos bispos não tinha lugar fixo, mas geralmente se instalavam nas catedrais de Birnie, Kinnedar e Lastly Spynie. 
O bispo Bricius de Douglas obteve finalmente a permissão papal, em 7 de abril de 1206, para fundar a catedral de Santíssima trinindade em Lastly Spinie, o qual daria origem a diocese. Também foi autorizada para criar um livro de oito cânones que serviriam de lei o bispado.. O livro foi baseado na constituição da Catedral de Lincoln. É Possível que essa decisão foi tomada porque o bispo Brecius foi predecessor imediato do bispo Richard de Lincoln.
Brecius viu que a região a região de Spynie era muito remota e afastada dos grandes centros escoceses, além de estar muito exposta a ataques estrangeiros, e com a necessidade de proteger o clero, pediu para o Papa o requerendo solicitando a autorização de mover o centro da diocese para Elgin. Isso não foi realizado antes da sua morte, acontecendo no mandato do Bispo Andreas da Moravia. A transferência foi concedida pelo Papa Honório III em 19 de julho de 1224. 
A diocese cobriu uma vasta área de Huntly, no leste, até a península de de Knoydart no oeste. Foi dividida em quatro decanatos, de Elgin, Inverness, Stratbogie e Strathspey. 